# もっとあぶメン刑事
もっとあぶメン刑事（もっとあぶメンでか）は、首都圏のケーブルテレビネットワーク・東京デジタルネットワーク(TDN)の加盟各局が制作したテレビ番組。「あぶメン刑事」の続編。放送時間は30分。1回の放送中に全3話分の放送を行う。
制作は東京ケーブルネットワーク（文京区・千代田区・荒川区）。

## 内容
あぶメン署捜査課のはみだし刑事・タカヤマと大下（ホーム・チーム）が、東京都荒川・文京・千代田区内にある美味しいラーメン店の紹介をする。今回から新たにあぶメン署少年課課長の松村ユウコ（いとうあさこ）が登場した。また今回はタカヤマと大下からの捜査協力依頼を受け、あぶメン署少年課の真山カオル（みはる）が単独で捜査（ラーメンの試食）に加わった。

## 概要
- あぶメンとは「美味しすぎてあぶないラーメン」の略語である。
- 1話につき1店のラーメン店を紹介する。
- あぶメン容疑がかけられた捜査対象となるラーメン店のラーメンが美味しいと、ユウジに“逮捕しちゃうぞっ!!”（もしくは“逮捕する!!”、“確保する!!”、“確保っ!!”）と言われてしまう。
- ラーメンの試食中、タカヤマと大下が美味しい反応をすると、“あぶメン度”の数値が25%ずつ上がっていき、100%に達するとそのラーメンは“あぶメン”であると確定され、店主もしくは店長が逮捕されてしまう（今回は0%～100%までの25%刻みの目盛りは表示されず、画面下部中央に橙色の数字が表示され25%ずつ数値のみがあがっていく表示に変更された）（数値の色、25%：黄色、50%：金色、75%：赤色、100%：赤色）。
- 「以前から銀メン会という組織との抗争が続いていた。」とされるが、前作では銀メン会の“ギ”の字すら登場していない。

## 主な登場人物（キャスト）

### あぶメン署捜査課
タカヤマ 敏樹（檜山 豊）
通称「タカ」。
大下 ユウジ（与座 嘉秋）
通称「ユウジ」。酒は強いが、辛い食べ物は苦手。
今シリーズでコンパ好きが発覚した（第一話では読者モデル、第三話では準ミスとのコンパがあった）。

### あぶメン署少年課
真山 カオル（みはる）
通称「カオル」。
松村 ユウコ（いとうあさこ）
通称「課長」。

## ゲスト
田畑めぐみ（TCNキャスター）

## サブタイトル
- 第1話「多難」
- 第2話「錯覚」
- 第3話「一気」

## 番組で紹介されたお店と麺
- 第1話 桃天花　　坦々つけ麺
  - 容疑：つけ麺でその締め方はありなのか? ありじゃないか! あぶメン容疑
- 第2話 麺屋　との　　塩わさびラーメン
  - 容疑：あれ? これってもしかして…いや、でもラーメンだし…そのアイディアは思いつかなかったわ! あぶメン容疑
- 第3話 そば処　小石川　松月  　　かき揚げそば（カレー）   
  - 容疑：それは反則だろ! そんなにあれが沢山のってて大盛り番組に出られるレベルですよそれは! ずるい! けど美味いあぶメン容疑

## 逮捕理由（逮捕する際の台詞）
- 第1話、第2話、第3話とも容疑とほぼ同じ内容の台詞を言うのでここでは省略する。

## 参考
- 今まではラーメンのみが”あぶメン”の捜査対象だったが、署の方針が変わり今回から”あぶメン”の捜査対象がうどんや蕎麦にも広がった。
- 銀メン会が具体的にどういった組織なのかは番組中では述べられていない。
- 今回もユウジは番組途中で休暇をとって“モルジブ”に行こうとしていた。
- タカヤマと大下が捜査に使用している車はシルバー色のトヨタ・アルファード。
- 本家「もっとあぶない刑事」へのオマージュを何点か確認できる。サブタイトル「多難」は本家の第一話、「一気」は最終話と同じものである。また、「多難」の冒頭シーン、「一気」のエンディングシーンも本家と酷似している。
- 第2話「錯覚」のみカオルが単独で捜査（ラーメンの試食）した。
- ユウジは捜査が忙しくて、やろうとしていたお風呂の掃除も後先回しになってしまった。